# منسکیرش
منسکیرش (به فرانسوی: Menskirch) یک کمون در فرانسه است که در Canton of Bouzonville واقع شده‌است.

## خصوصیات
منسکیرش ۴٫۴۸ کیلومترمربع مساحت و ۱۴۴ نفر جمعیت دارد و ۲۴۰ متر بالاتر از سطح دریا واقع شده‌است.